# Metarealismus
Metarealismus ist die Bezeichnung für mehrere Strömungen in Kunst und Literatur, die über das empirisch Fassbare hinausgehende Gegenstände abbilden. Er wird vielfach als Spätphase oder Weiterentwicklung des Surrealismus angesehen.

## Metarealismus in der Literatur
In der Literatur bezeichnet Metarealismus eine offiziell seit 1982 existierende Gruppe von sowjetischen Dichtern, die gemeinsam auftraten und ihre Werke gegenseitig analysierten und kritisierten. Der Begriff wurde insofern vom Kulturwissenschaftler Michail Epstein geprägt. Ihm zufolge handelt es sich um einen „Realismus, der die Realität nicht negiert, sondern um das Ungesehene erweitert“. Ein wichtiges Stilmittel der Metarealisten ist die Metabole, eine vielschichtig verschachtelte Metapher (von Konstantin Kedrow als Metametapher bezeichnet), bei der die wörtliche und die übertragene Bedeutung eines Begriffs nicht klar getrennt werden können und die auf diese Weise die Vereinigung auf den ersten Blick unvereinbarer Dinge ermöglicht. Die literarische Strömung selbst ist, Konstantin Kedrow zufolge, eine Metapher auf die Epoche der Relativitätstheorie Albert Einsteins.
Zu den wichtigsten Autoren des Metarealismus gehören Alexander Jerjomenko, Iwan Schdanow, Arkadi Dragomoschtschenko, Rafael Lewtschin, Alexei Maximowitsch Parschtschikow, Juri Proskurjakow, Wladimir Aristow, Olga Sedakowa, Sergei Solowjow und Ilja Kutik.

## Metarealismus in der Malerei
In der Malerei wurde als „Metarealisten“ eine Gruppe von sieben niederländischen Malern um Johfra Bosschart bezeichnet. Den Begriff prägte Hein Steehouwer, der langjährige Feuilletonchef des Haarlems Dagblad in seinem Werk Sieben Metarealisten von 1974. Hiernach handelt es sich um Künstler, die in ihrem Schaffen eine Ebene jenseits oder oberhalb der empirisch fassbaren Wirklichkeit abbilden. Nach Steehouwers Tod kam der Begriff „Metarealismus“ außer Gebrauch; die Stilrichtung wird heute als eine Strömung des Phantastischen Realismus betrachtet.
Neben Johfra selbst zählte Steehouwer zum Kreis der Metarealisten dessen beiden Ehefrauen Diana Vandenberg und Ellen Lòrien sowie Victor Linford, Frans Erkelens, Johan Hermsen und zeitweise Han Koning.
Beeinflusst von der Tradition seines Landes im Bereich des literarischen Metarealismus wie auch von persönlichen Kontakten zu Johfra und Vandenberg rechnet sich auch der russische Maler Viktor Bregeda zum malerischen Metarealismus.
Mitunter verwechselt wird die metarealistische Malerei mit der metaphysischen Malerei, deren wichtigster Vertreter Giorgio de Chirico war.